# لویت‌تاون (پنسیلوانیا)
لویت‌تاون (به انگلیسی: Levittown) یک منطقهٔ مسکونی در ایالات متحده آمریکا است که در پنسیلوانیا واقع شده‌است. لویت‌تاون ۵۲٬۹۸۳ نفر جمعیت دارد.